# Joan Martí Alanis
Joan Martí Alanis (El Milà, 29 novembre 1928 – Barcellona, 11 ottobre 2009) è stato un arcivescovo cattolico spagnolo.

## Biografia
Fu vescovo di Urgell dal 1970 al 2003, ritirandosi per raggiunti limiti di età, e coprincipe del Principato d'Andorra. Con il presidente della Repubblica francese François Mitterrand firmò la nuova costituzione di Andorra nel 1993. Nel 2001 ricevette il titolo personale di arcivescovo.

## Genealogia episcopale
La genealogia episcopale è:
- Cardinale Scipione Rebiba
- Cardinale Giulio Antonio Santori
- Cardinale Girolamo Bernerio, O.P.
- Arcivescovo Galeazzo Sanvitale
- Cardinale Ludovico Ludovisi
- Cardinale Luigi Caetani
- Cardinale Ulderico Carpegna
- Cardinale Paluzzo Paluzzi Altieri degli Albertoni
- Papa Benedetto XIII
- Papa Benedetto XIV
- Papa Clemente XIII
- Cardinale Marcantonio Colonna
- Cardinale Giacinto Sigismondo Gerdil, B.
- Cardinale Giulio Maria della Somaglia
- Cardinale Carlo Odescalchi, S.I.
- Cardinale Costantino Patrizi Naro
- Cardinale Lucido Maria Parocchi
- Papa Pio X
- Cardinale Gaetano De Lai
- Cardinale Raffaele Carlo Rossi, O.C.D.
- Cardinale Amleto Giovanni Cicognani
- Cardinale Luigi Dadaglio
- Arcivescovo Joan Martí Alanis